# 1939 en mathématiques
| Années des mathématiques : 1936 - 1937 - 1938 - 1939 - 1940 - 1941 - 1942    |
| Décennies des mathématiques : 1900 - 1910 - 1920 - 1930 - 1940 - 1950 - 1960 |

Cet article présente les faits marquants de l'année 1939 en mathématiques.

## Évènements
- Le mathématicien autrichien Richard von Mises propose le Paradoxe des anniversaires en probabilités[1].

## Publications
- Le groupe de mathématiciens N. Bourbaki publie le premier fascicule de ses Éléments de mathématique.

## Naissances
- 20 janvier : Chandra Wickramasinghe, professeur de mathématiques appliquées et d'astronomie sri lankais.
- 19 février : Jean-Pierre Aubin, mathématicien français.
- 13 mars : Bruce Carl Berndt, mathématicien américain.
- 3 avril : Viktor Sadovnitchi, mathématicien russe.
- 26 avril :
  - Léonide Pliouchtch (mort en 2015), mathématicien ukrainien et dissident soviétique.
  - Sakhir Thiam, mathématicien sénégalais.
- 16 juin : John McKay, mathématicien canadien-britannique.
- 17 juin : Carlo Cercignani (mort en 2010), mathématicien italien.
- 18 juin : Genevieve M. Knight, mathématicienne afro-américaine.
- 8 juillet : Karl-Heinz Hoffmann, mathématicien allemand.
- 18 juillet : Marjorie Senechal, mathématicienne américaine.
- 19 juillet : Yves Meyer, mathématicien français.
- 22 juillet : Jean-Yves Jaffray (mort en 2009), mathématicien et économiste français.
- 12 août : Michael Deakin (mort en 2014), mathématicien australien.
- 17 août : Cleve Moler, mathématicien et informaticien américain.
- 19 août : Alan Baker (mort en 2018), mathématicien anglais, médaille Fields en 1970.
- 23 août :
  - Ralph Faudree (mort en 2015), mathématicien américain.
  - Vitali Milman, mathématicien israélien.
- 29 août : William Fulton, mathématicien américain.
- 2 septembre : Richard Anthony Brualdi, mathématicien américain.
- 16 septembre : J. Peter May, mathématicien américain.
- 10 octobre : Neil Sloane, mathématicien britannico-américain.
- 19 octobre : Doris Schattschneider, mathématicienne américaine.
- 22 octobre : Alfred Gray (mort en 1998), mathématicien américain.
- 31 octobre : Jacques Martinet, mathématicien français.
- 8 novembre : Roman Jackiw (mort en 2023), mathématicien et physicien théoricien américain d'origine polonaise.
- 15 novembre : Paul Rabinowitz, mathématicien américain.
- 1er décembre : Vladimir Platonov, mathématicien biélorusse.
- 17 décembre : Italo Jose Dejter, mathématicien américain d'origine argentine.
- 23 décembre : Henri Hogbe Nlend, mathématicien et homme politique camerounais.

- Hervé Jacquet, mathématicien français.
- Jean-Louis Krivine, mathématicien français.
- Henda Swart (morte en 2016), mathématicienne sud-africaine.

## Décès
- 26 janvier : Louis Fabry (né en 1862), astronome et mathématicien français.
- 5 février : Gheorghe Țițeica (né en 1873), mathématicien roumain.
- 6 mars : Ferdinand von Lindemann (né en 1852), mathématicien allemand.
- 13 mai : Stanislaw Lesniewski (né en 1886), mathématicien, philosophe et logicien polonais.
- 16 mai : Anders Lindstedt (né en 1854), astronome et mathématicien suédois.
- 21 mai : Willem Abraham Wythoff (né en 1865), mathématicien néerlandais.
- 1er septembre : Stefan Kaczmarz (né en 1895), mathématicien polonais.
- 20 septembre : Hermann Brunn (né en 1862), mathématicien allemand.
- 10 novembre : Johannes Tropfke (né en 1866), mathématicien allemand.
- 21 novembre : Jérôme Franel (né en 1859), mathématicien suisse.
- 19 décembre : Dimitri Grave (né en 1863), mathématicien russe.